# بلبل عینکی
بلبل عینکی یا بلبل عینک‌قرمز (نام علمی: Ixodia erythropthalmos) که با نام بلبل قهوه‌ای کوچک‌ نیز شناخته می‌شود، عضوی از تیرهٔ بلبلان از پرندگان گنجشک‌سان است. این گونه در شبه‌جزیره مالایا، سوماترا و بورنئو یافت می‌شود. بلبل عینکی ابتدا در سردهٔ Ixos توصیف شد.